# Medieöversättning
Medieöversättning (ibland även kallad audiovisuell översättning) är översättning som äger rum inom ljud och/eller bildmedia. De vanligaste formerna är undertextning, dubbning och voice-over. Ofta räknas även medietillgänglighet in under begreppet, med former som syntolkning och textning för döva och hörselskadade. Det gemensamma för de olika formerna av medieöversättning är att de alla har speciella villkor och begränsningar som orsakas av de texter som ska översättas, vilka ger medieöversättare olika för- och nackdelar jämfört med andra, mer traditionella former av översättning.

## Undertextning
Undertextning,  (populärt även kallat textremsor) är den form av översättning som är vanligast i Sverige och i Skandinavien Den används på de allra flesta sorters medietexter, såsom biofilmer, TV-program och i audiovisuella inslag i dataspel Undertextningens särskilda villkor består dels att man går från talat källspråk (även om text i bild oftast också undertextas) till skrivet målspråk, vilket gör att undertextning ibland kallas för diagonal översättning. Något som ofta förknippas med undertextning är tids- och utrymmesbegränsningar. Tidsbegränsningarna kommer av att tittarna måste hinna läsa texten. Detta leder till att man bara bör ha ett visst antal tecken per sekund av exponeringstid (som regel 12 för traditionell TV). Utrymmesbegränsningarna kommer av det fysiska utrymmet på skärmen. Man använder som regel bara två rader och dessa rader får oftast inte vara längre än 36 – 40 tecken (inklusive skiljetecken och blanksteg).  I undertextningskonventionerna ingår även ett särskilt bruk av interpunktion, som t.ex. pratminus för att indikera talare och fortsättningsminus som visar att en mening fortsätter till nästa undertext.
Undertextning förekommer i olika former. Man brukar skilja på s.k. mellanspråklig eller interlingval undertextning, som är det som beskrivs här. Dessutom finns s.k. inomspråklig eller intralingval undertextning, som främst används för döva och hörselskadade och även för språkinlärning. Inomspråklig textning förekommer även i form av direkttextning, då undertexterna produceras i realtid, främst för direktsända TV-program. Textning för teater och opera förekommer också och då är texterna förproducerade, men läggs ut i realtid.

## Dubbning
Dubbning, eller postsynkronisering, innebär att medietextens ursprungliga dialogspår avlägsnas och ersätts med ett annat på målspråket. Detta innebär inte enbart att man gör en översättning, utan även att man använder sig av röstskådespelare och dubbningsregissörer samt postproduktion. Detta innebär att dubbning blir avsevärt dyrare än undertextning och denna form av medieöversättning används därför huvudsakligen i språkområden med många talare, såsom Spanien, Italien och i de tysk- och fransktalande delarna av Europa. I Sverige används dubbning nästan uteslutande för filmer och TV-program riktade mot barn som ännu inte lärt sig läsa snabbt nog för att kunna använda undertexter.
Dubbningens speciella villkor består framför allt av olika sorters synkronisering:
1. Fonetisk synkronisering (ibland kallad läppsynk) som gör att översättningen bör matcha den ursprungliga dialogens munrörelser, framför allt när det gäller bilabialer och öppna vokaler.
2. Isokroni, vilket innebär att det översatta yttrandet bör matcha det ursprungliga i längd.
3. Kinetisk synkronisering, vilket innebär att yttrandena ska stå i samklang med talarens kroppspråk.

## Lektorsdubbning
Lektorsdubbning liknar dubbning, med den skillnaden att det ursprungliga ljudspåret finns kvar. Den ursprungliga dialogen tonas ner och en översättning av dialogen läses sedan upp ovanpå denna. I motsats till dubbning, är det inte brukligt att uppläsaren lever sig in i texten, utan översättningen levereras med neutral röst. Lektorsdubbning förekommer framför allt i de östliga delarna av Europa, såsom Polen, Ukraina, Litauen och även i Ryssland, där det ibland kallas Gavrilovöversättning. Olika länder har utvecklat olika konventioner för den här formen av medieöversättning, med ibland upp till fyra uppläsare. Det vanligaste är dock att en person läser upp hela översättningen. I Sverige används lektorsdubbning framför allt i radiointervjuer och ibland även i barnprogram, som ett billigare alternativ till dubbning.

## Utbildning
I Sverige sker den största delen av den praktiska utbildningen till medieöversättare internt hos företagen. Medieöversättning studeras akademiskt som en del av översättningsvetenskap. Man kan studera medieöversättning och undertextning som en del av översättarutbildningarna på grund- avancerad och forskarnivå Tolk- och översättarinstitutet på Stockholms Universitet. Internationellt sett är många akademiker och professionella medieöversättare medlemmar av ESIST, European Society for Studies in Screen Translation.